# Marschall

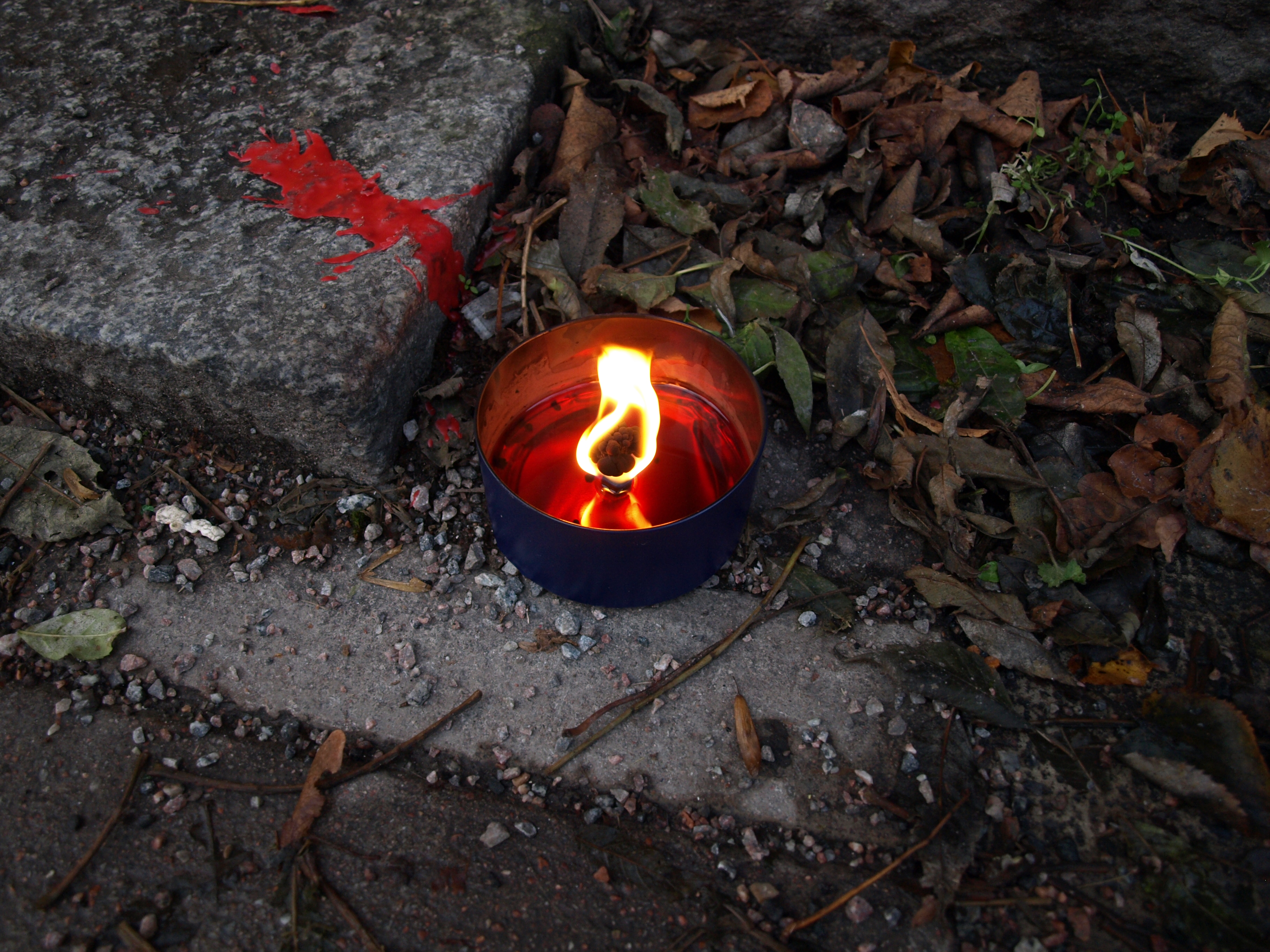
Brinnande marschall utanför byggnad.

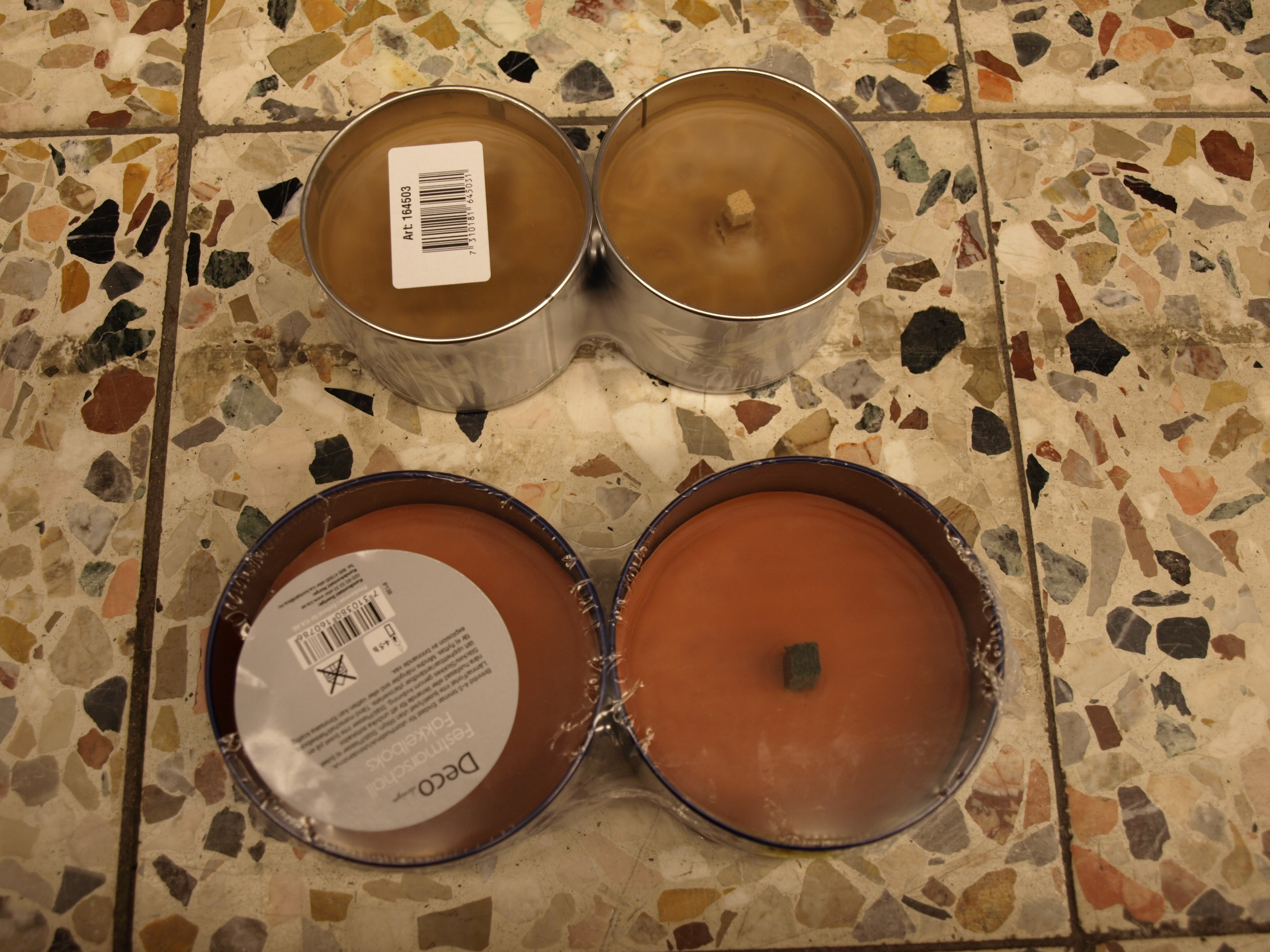
Olika typer av marschaller i en livsmedelsbutik: Den övre är en gravmarschall och den undre en festmarschall.

En marschall är ett bloss som vanligtvis består av en plåtbehållare innehållande en grov veke och exempelvis paraffin. Marschaller används utomhus, vid exempelvis ingångar, på gravar, vid manifestationer och som ledljus längs mörka småvägar. De kan sättas i hållare eller ställas på marken.
För att placera marschaller på offentlig plats i Sverige krävs polistillstånd, eftersom de kan innebära stor fara för barn, djur och funktionshindrade. Lågan kan ha en temperatur upp emot 1 000 grader.
Ordet marschall finns dokumenterat i det svenska språket sedan cirka 1780, under 1700-talet ofta i den franskinspirerade formen mareschall.